# شيلاك

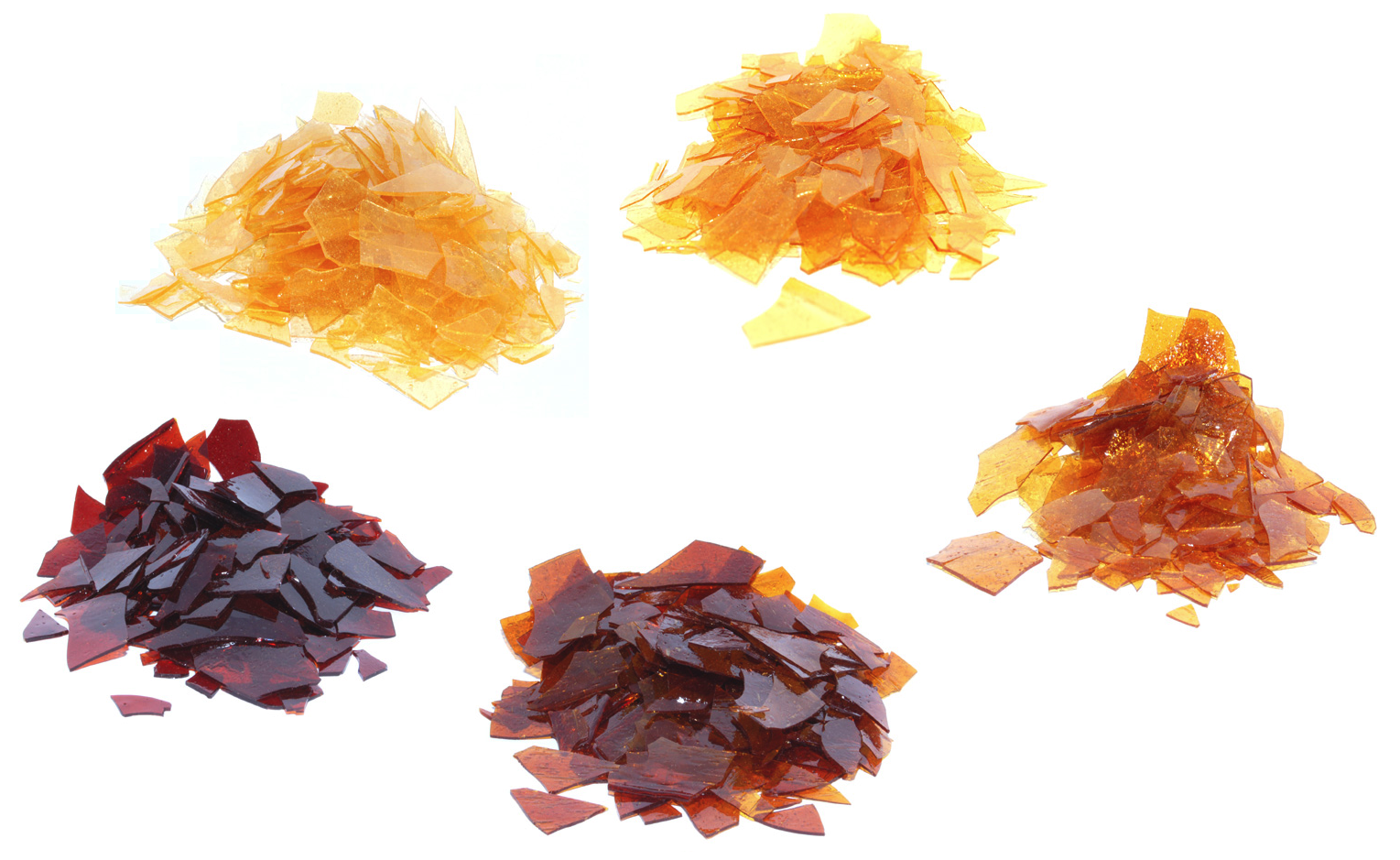
ألوان الشيلاك المختلفة

الشيلاك أو اللّكّ المصفّى مادة ريزينة تستخرج من إناث حشرة قشبية لاكا تعالج للتحول كشكل القشور ومن ثم تباع على هذا الشكل. تتغذى الحشرة على صمغ الشجر، وتقوم بعد ذلك بإفرازه على شكل مادة صمغية، لتصنع منه أنفاقاً تعيش بها. توجد هذه الحشرة بكثرة في الهند وتايلاند.
يعتقد أن أصل التسمية مشتق من اللغات الجنوب آسيوية. كلمة لاك lakh تعني العدد 100,000 ، ويعتقد أن سبب التسمية هو كناية عن العدد الكبير اللازم لإنتاج كيلوجرام واحد من هذه المادة. يتراوح عدد الحشرات اللازم لاستخلاص 1 كيلوجرام من الشيلاك بين 50,000 و200,000 حشرة. يقدر عدد الحشرات في الإنش المربع بحوالي 1500 حشرة. ولكنها محرمة في الاسلام حسب اقوال بعض العلماء

## الأسماء المرادفة
Dewaxed orange shellac ; E904 ; lac ; lacca ; Mantrolac R-49 ; orange shellac ; refined bleached shellac ; regular bleached shellac.

## الاستخدام الصيدلاني
عامل تلبيس coating agent .
يستخدم الشيلاك في المستحضرات الصيدلانية من أجل التلبيس المعوي Enteric coating للمضغوطات والحبوب beads ، يستخدم بشكل محلول غولي 35% من أجل التلبيس كما يستخدم الشيلاك بشكل محلول غولي 40% في التلبيس الواقي لنوى المضغوطات بطبقتين أو طبقة واحدة بغية حمايتها من الرطوبة قبل إجراء تلبيسها السكري أو بفيلم .
كما يستخدم الشيلاك في بعض الأحيان في المنتجات الغذائية ومستحضرات التجميل.

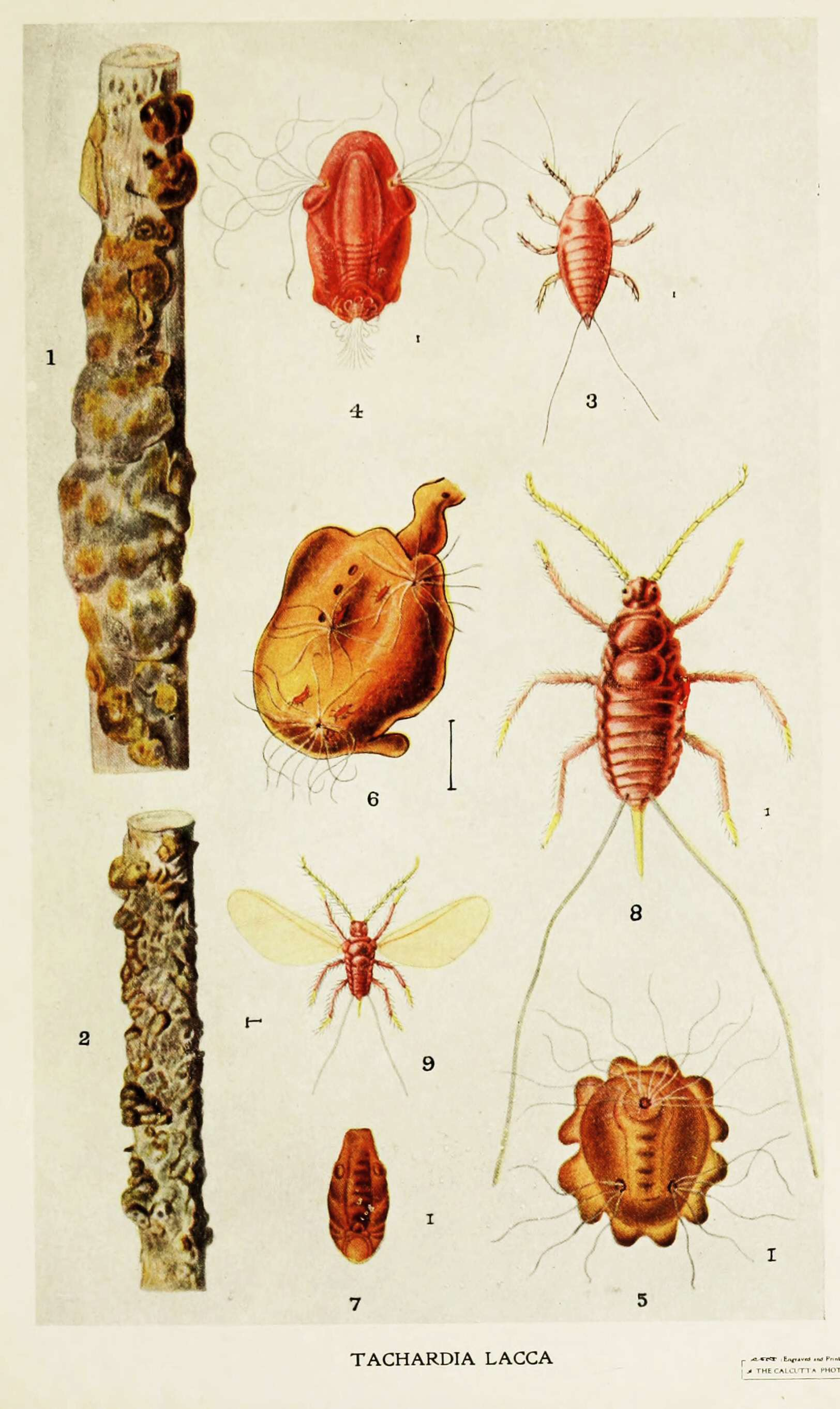
صورة لحشرة [Kerria lacca] وأنابيب الشيلاك الخاصة بها

## سلامة الاستعمال
للشيلاك تأثيرات مخرشة للعينين وكذلك لجهاز التنفس إذا ما تم استنشاقه، وعلى العاملين في وحدات الإنتاج ارتداء الواقيات العينية والكمامات الواقية من الغبار كما يجب تأمين تهوية جيدة لهذه الوحدات .

## التنافرات
يتفاعل صمغ الخلات مع القلويات المائية والأسس العضوية والأغوال والعناصر القابلة للأكسدة .

## معرض صور

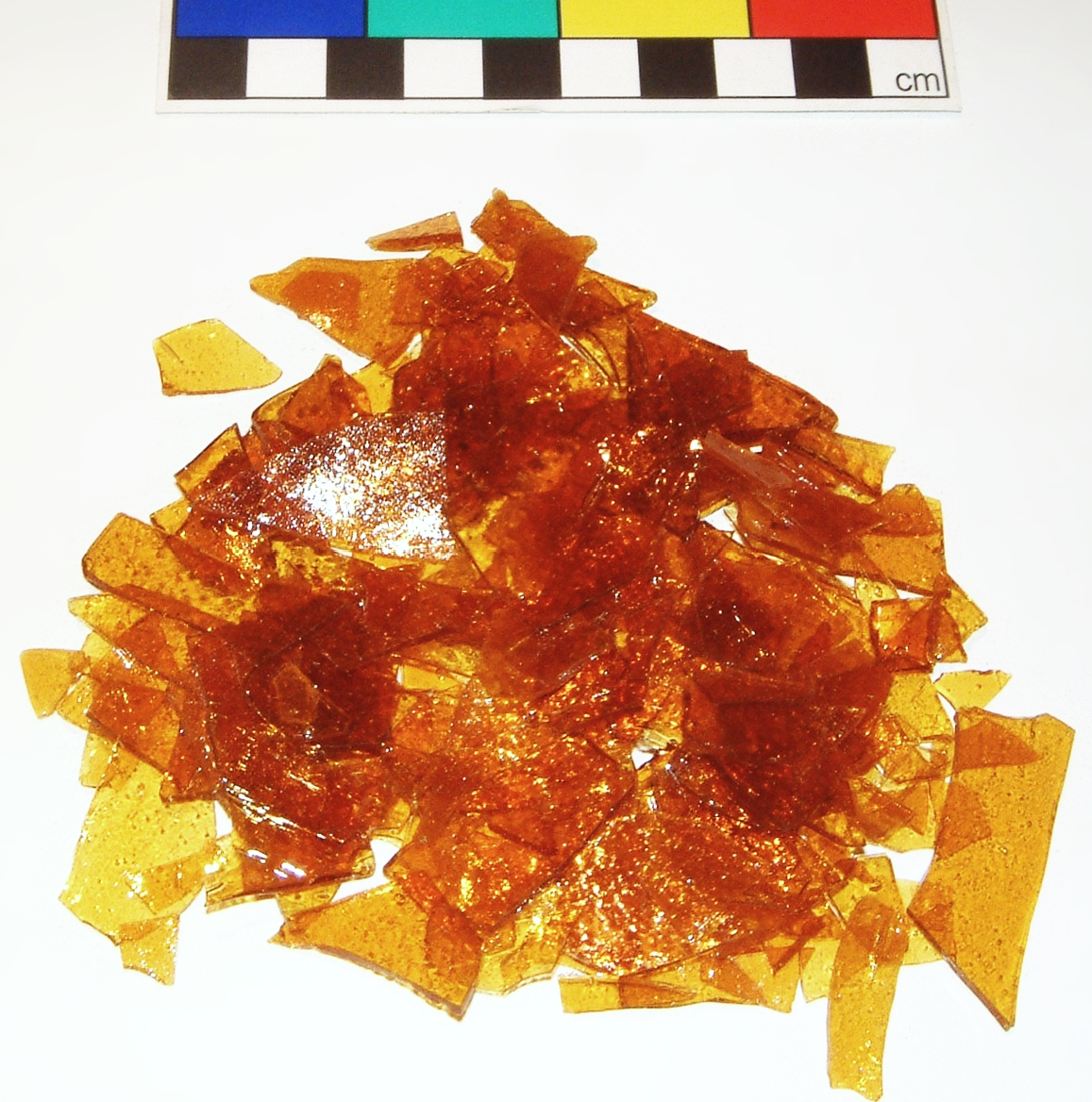
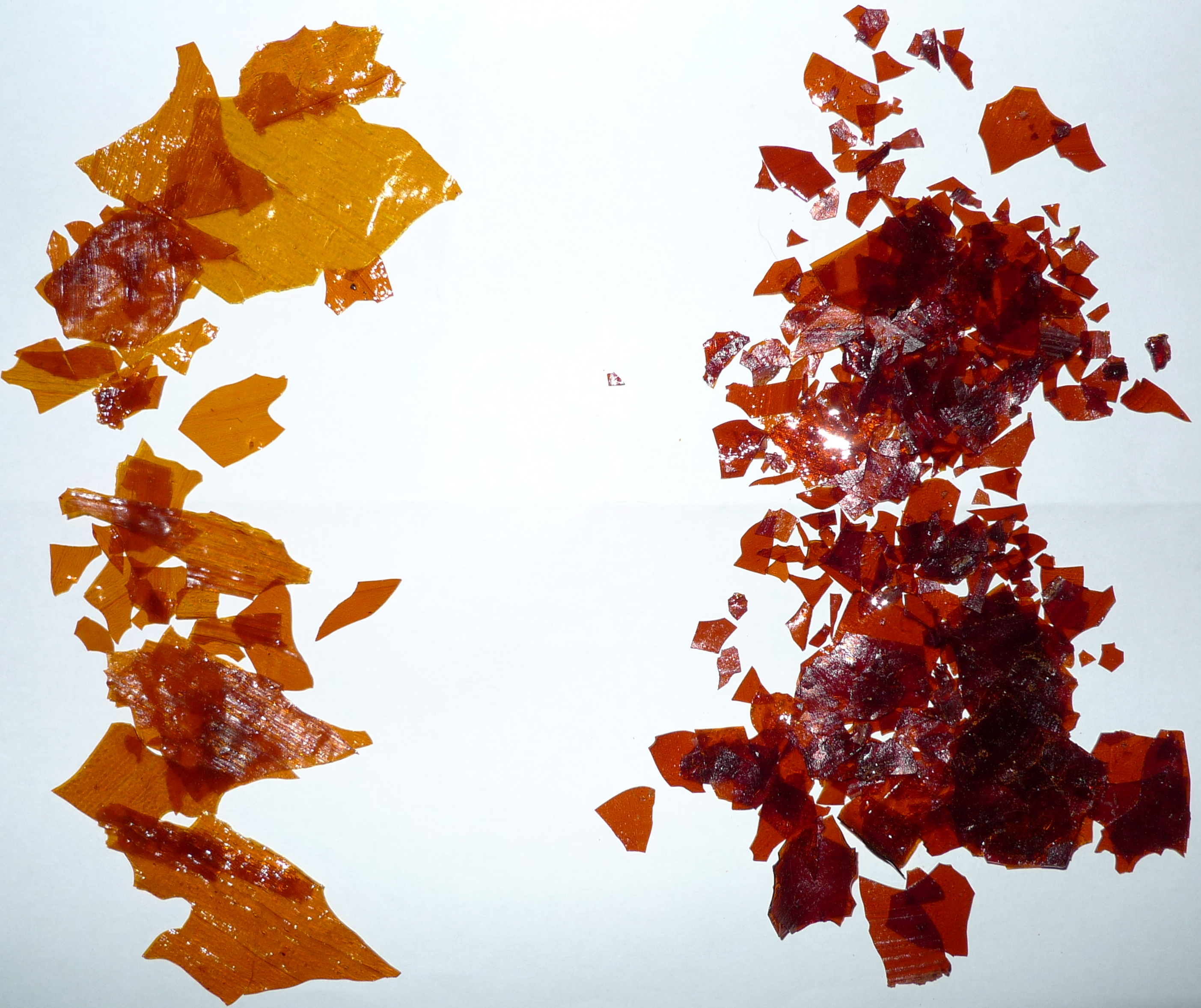
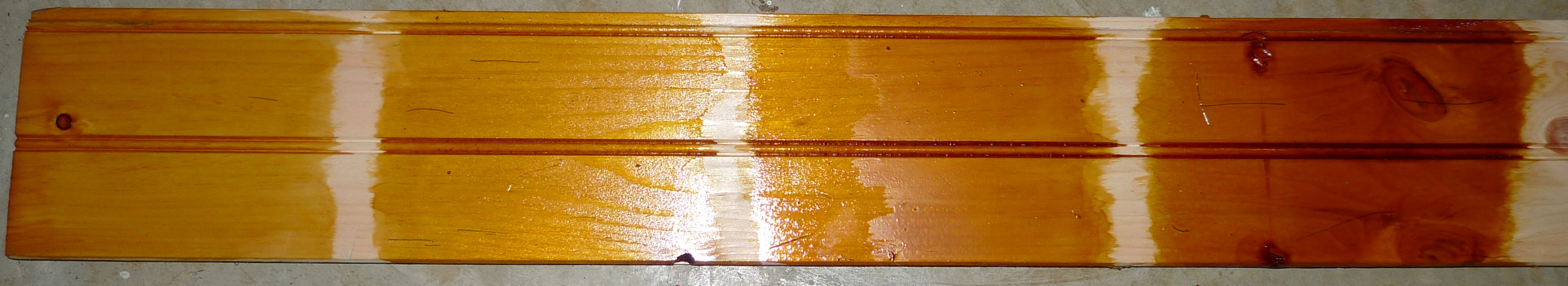
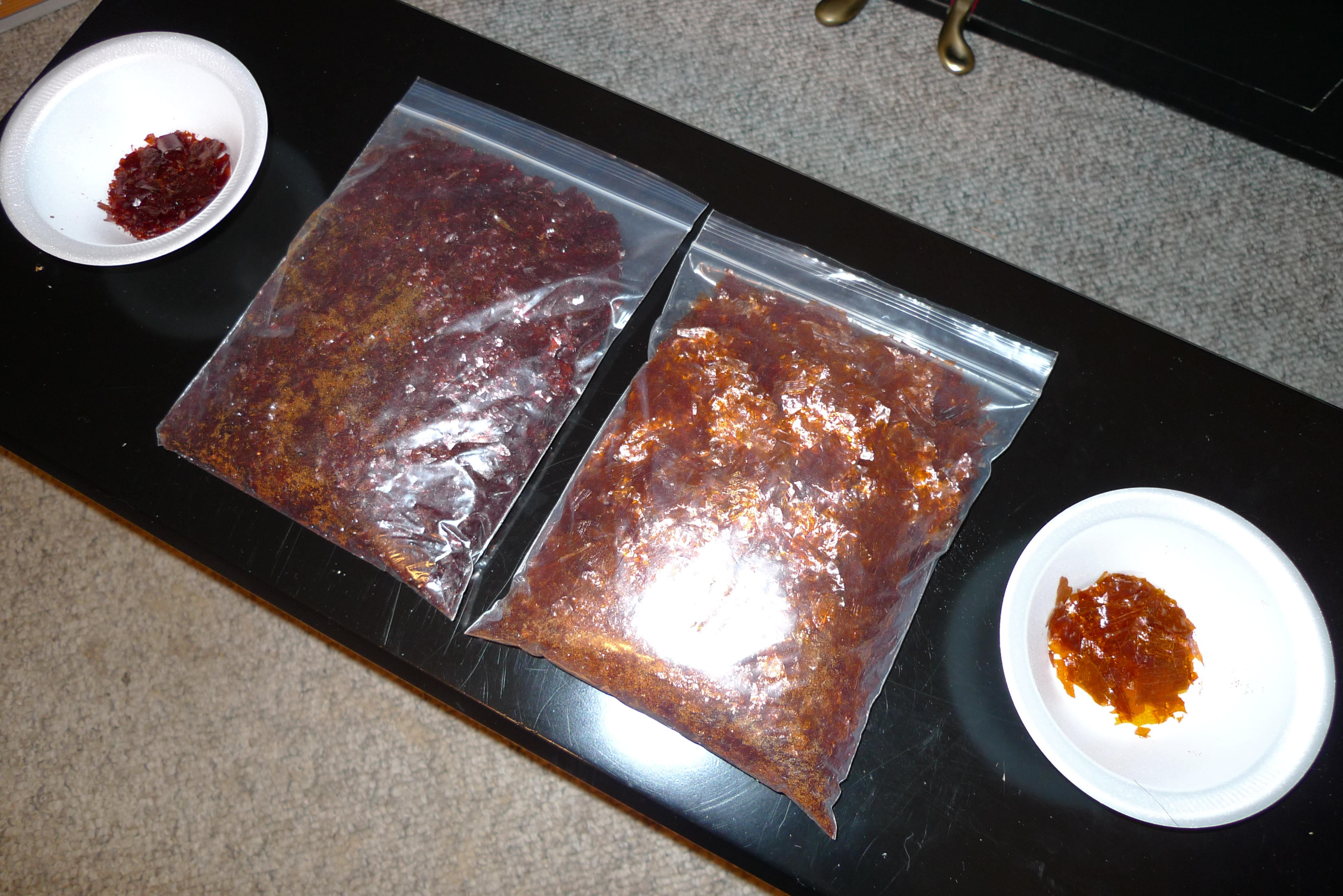